# Băile Olănești
Băile Olanești est une ville roumaine située dans le județ de Vâlcea.